# Начин производње
У марксистичкој теорији историјског материјализма, начин производње (немачки: Produktionsweise) представља специфичну комбинацију:
- продуктивних снага: ове укључују људску радну снагу и средства за производњу (алате, машине, зграде фабрика, инфраструктуру, техничко знање, сировине, биљке, животиње, обрадиво земљиште).

- друштвених и техничких односа производње: они обухватају односе власништва, моћи и контроле (правни кодекс) који уређују средства за производњу у друштву, задружне радне организације, односе између људи и предмета њиховог рада, као и односе између друштвених класа.

Маркс је тврдио да су продуктивне способности особе и њено учешће у друштвеним односима две суштинске карактеристике друштвене репродукције, те да су специфичне форме тих друштвених односа у капиталистичком начину производње у суштинском сукобу са прогресивним развојем продуктивних способности људских бића. Претходник овог концепта био је начин опстанка Адама Смита, који је дефинисао прогресију типова друштава засновану на начину на који грађани друштва задовољавају своје материјалне потребе.

## Значај концепта
Полазећи од четворостепене теорије људског развоја из шкотског просветитељства – ловачка/пасторална/пољопривредна/комерцијална друштва, свако са сопственим социо-културним карактеристикама – Маркс је формулисао концепт начина производње: „Начин производње у материјалном животу одређује општи карактер друштвених, политичких и духовних процеса у животу”.
Маркс је сматрао да су начин на који људи ступају у однос са физичким светом и начин на који међусобно друштвено делују повезани на специфичне и нужне начине: „људи који производе тканину, лан, свилу... такође производе и ’друштвене односе’ у оквиру којих припремају тканину и лан”. Људи морају да конзумирају да би преживели, али да би конзумирали, морају производити, а у процесу производње неизбежно улазе у односе који постоје независно од њихове воље.
За Маркса, целокупна тајна зашто и како друштвени поредак постоји и узроци друштвених промена морају се открити у специфичном начину производње који друштво има. Даље је тврдио да начин производње суштински обликује природу начина дистрибуције, начина циркулације и начина потрошње, који сви заједно чине економску сферу. Да би се разумело како се богатство дистрибуира и троши, било је неопходно разумети услове под којима се производи.
Начин производње је историјски специфичан за Маркса јер представља део органског тоталитета (или саморепродукујуће целине) која је способна да константно ствара своје почетне услове и тако се одржава на више или мање стабилне начине вековима, па чак и миленијумима. Обављајући друштвени вишак рада у специфичном систему односа власништва, радничке класе непрекидно репродукују темеље друштвеног поретка. Начин производње обично обликује начин дистрибуције, циркулације и потрошње и регулише га држава. Како је Маркс написао Аненкову: „Претпоставите одређене стадијуме развоја у производњи, трговини и потрошњи и имаћете одговарајући друштвени поредак, одговарајућу организацију породице и слојева и класа, једном речју, одговарајуће грађанско друштво”.
Међутим, сваки дати начин производње такође ће у себи садржати (у мањој или већој мери) остатке ранијих начина производње, али и клице нових. Појава нових продуктивних снага узрокује сукоб у тренутном начину производње. Када дође до сукоба, начини производње могу еволуирати унутар тренутне структуре или довести до њеног потпуног слома.

### Процес социоекономске промене
Процес којим се друштвени и економски системи развијају заснива се на претпоставци о побољшању технологије. Конкретно, како се ниво технологије побољшава, постојећи облици друштвених односа постају све неадекватнији за потпуно искоришћавање технологије. Ово генерише интерне неефикасности унутар ширег социоекономског система, најчешће у облику класног сукоба. Застареле друштвене структуре спречавају даљи друштвени напредак, док производе све озбиљније контрадикције између нивоа технологије (производних снага) и друштвене структуре (друштвених односа, конвенција и организације производње). Ове контрадикције се развијају до тачке где систем више не може да се одржава и руши се кроз унутрашњу друштвену револуцију, која омогућава појаву нових облика друштвених односа компатибилних са тренутним нивоом технологије (производних снага).
Основна покретачка снага иза структурних промена у социоекономској организацији цивилизације лежи у материјалним питањима—конкретно, у нивоу технологије, степену људског знања и облицима друштвене организације које они омогућавају. Ово чини оно што је Маркс назвао материјалистичким схватањем историје (погледати и материјализам), што је у супротности са идеалистичком анализом (као што је она коју Маркс критикује код Прудона), која тврди да су основна покретачка снага социоекономске промене идеје просветљених појединаца.

## Начини производње
Главни начини производње које је Маркс идентификовао укључују примитивни комунизам, робовласничко друштво, феудализам, капитализам и комунизам. У сваком од ових стадијума производње, људи се односе према природи и производњи на различите начине. Сваки вишак из те производње био је расподељен на другачији начин. Маркс је тврдио да је човечанство прво живело у првобитним комунистичким друштвима, затим су настала древна друштва као што су Рим и Грчка, која су била заснована на владајућој класи грађана и класи робова, потом феудализам, заснован на племићима и кметовима, и затим капитализам, који се заснива на капиталистичкој класи (буржоазији) и радничкој класи (пролетаријату). У својој визији будућег комунистичког друштва, Маркс објашњава да класе више не би постојале, чиме би била укинута експлоатација једне класе од стране друге.

### Примитивни комунизам
Маркс и Енгелс су често називали „први” начин производње као примитивни комунизам. У класичном марксизму, прва два начина производње била су она племенских скупина или хорди и неолитских сродничких група. Племенске скупине ловаца-сакупљача представљале су током већег дела људске историје једини облик могућег постојања. Технолошки напредак у каменом добу је био врло спор; друштвена стратификација била је веома ограничена (као и лична имовина, ловишта су се била заједничко власништво); а мит, ритуал и магија сматрани су главним културним облицима. Због ограничених средстава производње (лов и сакупљање), сваки појединац је могао да произведе само довољно да издржава себе, па без вишка стога нема ничега што би се могло експлоатисати. Ово их инхерентно чини комунистичким у друштвеним односима, иако примитивним у производним снагама.

### Азијски и трибутарни начини производње
Азијски начин производње је контроверзан допринос марксистичкој теорији, први пут коришћен да објасни велике земљане грађевине из предробовласничког и предфеудалног периода у Индији, долинама река Еуфрата и Нила (назван тако због главних доказа који потичу из шире „Азије“). Азијски начин производње сматра се првобитним обликом класног друштва, где мала група извлачи друштвени вишак кроз насиље усмерено према насељеним или ненасељеним племенским и сеоским заједницама у оквиру домена. Омогућио га је технолошки напредак у обради података – писање, каталогизација и архивирање – као и повезани напредак у стандардизацији мера и тежина, математици, изради календара и системима за наводњавање.
Експлоатисани рад се извлачи као принудни рад (корвеја) током мртвог периода године (што омогућава монументалну изградњу попут пирамида, зигурата и древних индијских комуналних купатила). Експлоатисани рад се такође извлачи у облику робе директно одузете од експлоатисаних заједница. Примарни облик својине у овом начину је директно религијско власништво над заједницама (селима, племенима и засеоцима и свима који се у њима налазе) од стране богова: у типичном примеру, три четвртине имовине би биле додељене појединачним породицама, док би преостала четвртина била одређивана за теократију. Владајућа класа овог друштва углавном је полу-теократска аристократија која тврди да је инкарнација богова на земљи. Производне снаге повезане с овим друштвом укључују основне пољопривредне технике, масивну градњу, системе за наводњавање и складиштење робе за друштвену корист (као што су житнице). Због непродуктивне употребе измузеног вишка, такве азијске империје биле су осуђене на пропадање.
Марксистички историчари попут Џона Халдона и Криса Викама тврде да се друштва која је Маркс тумачио као примере азијског начина производње боље разумеју као друштва трибутарног начина производње. Он се карактерише тиме да „државна класа“ чини специфичан облик владајуће класе, која има искључива или скоро искључива права да извлачи вишак од сељака над којима, међутим, не врши власничку контролу.

### Антички начин производње
Пољопривредна револуција довела је до развоја првих цивилизација. Са прихватањем пољопривреде на почетку неолитске револуције и пратећим технолошким напретком у производњи керамике, пива, хлеба и ткања, дошло је до скромног повећања друштвене стратификације и до појаве класе са приватним власништвом у хијерархијским сродничким групама или клановима. Анимизам је замењен новим нагласком на боговима плодности; и у исто време је дошло (могуће) до прелаза са матријархата на патријархат. Технолошки напредак у виду јефтиног гвозденог алата, кованог новца и алфабета, као и подела рада између индустрије, трговине и пољопривреде, омогућили су развој нових и већих јединица у облику полиса, што је захтевало нове форме друштвене организације. Мноштво урбаних удружења – формалних и неформалних – преузело је улогу претходних породичних и племенских група. Конституционално договорени закони заменили су освету – напредак који је прослављен у новим урбаним културним облицима као што је грчка трагедија: како је Роберт Фејглс рекао, „Орестија је наш обред преласка од дивљаштва до цивилизације...од крвне освете до друштвене правде“.
Античка Грчка и Рим су најтипичнији примери овог античког начина производње. Производне снаге повезане са овим начином укључују напредну пољопривреду (двопољни систем), интензивно коришћење животиња у пољопривреди, индустрију (рударство и керамику) и развијене трговачке мреже. Овај начин се разликује од азијског по томе што су облици својине укључивали директно поседовање појединачних људи (ропство): тако, на пример, Платон у својој идеалној држави Магнезији замишља да за владајућој класи слободних грађана „њихове фарме обрађују робови, који им обезбеђују довољно производа земље да би живели у скромном комфору“. Антички начин производње такође се разликује по томе што владајућа класа обично избегава претеране тврдње о директној реикарнацији од божанства и више преферира да се сматра потомцима богова, или налази друге оправдања за своју владавину, укључујући различите степене учешћа народа у политици.
Није толико демократија, већ пре универзализација држављанства омогућила Риму да успостави медитеранско урбанизовано царство, повезано путем путева, лука, светионика, аквадукта и мостова, уз инжењере, архитекте, трговце и индустријалце који подстичу међупровинцијску трговину између растућег броја урбаних центара.

### Феудални начин производње
Феудализам је трећи начин производње, у коме је главно средство производње била земља. Пад Западног римског царства вратио је већину западне Европе на самоодрживу пољопривреду, са напуштеним градовима и застарелим трговачким путевима. Ауторитет је такође био локализован, у свету слабо развијених путева и тешких услова за обраду земље. Нови друштвени облик који се, до деветог века, појавио уместо породичних и племенских веза, свете теократије или правног држављанства, био је однос заснован на личној вези вазала према господару, утемељен на поседовању земље у облику феуда. Ово је био феудални начин производње, који је доминирао западним системима између пада класичног света и успона капитализма. Овај период је такође видео децентрализацију древних царстава у најраније нације-државе.
Примарни облик својине је поседовање земље кроз реципрочне уговорне односе, са војном службом за витезове и радним обавезама кметова или сељака везаних за земљу, које су обезбеђивани господару те земље. Експлоатација се дешава кроз реципрочни уговор (иако коначно почива на претњи принудног одузимања). Владајућа класа је обично племство или аристократија, која је обично озакоњена неком теократском формом. Примарне производне снаге укључују сложену пољопривреду (двопољни и тропољни систем, луцерку, угаривање и ђубрење) уз додавање коришћења механизама који не захтевају људску или животињску снагу (сатни механизми и ветрењаче), као и појачавање специјализације у занатима—где занатлије производе искључиво један специјализовани производ.
Превладавајућа идеологија била је хијерархијски систем друштва, ублажен елементом реципроцитета и уговора у феудалним везама. Иако је, како је упозоравао Мејтленд, феудални систем имао многе варијације, које су се развијале преко половине континента и током више од пола миленијума, ипак су све форме у свом језгру имале однос који је (речима Џона Бароуа) био „истовремено правни и социјални, војни и економски... истовремено начин организовања војне силе, друштвене хијерархије, етоса и оно што би Маркс касније назвао начином производње“.
Током овог периода појављује се трговачка класа која расте и добија на снази, вођена мотивом за профит, али спречена да даље развија профит због природе феудалног друштва, у коме, на пример, кметови су везани за земљу и не могу постати индустријски радници и плаћени радници. Ово на крају покреће епоху друштвених револуција (нпр. Енглески грађански рат и Славна револуција 1688. године, Француска револуција 1789. године, итд.), у којој друштвена и политичка организација феудалног друштва (или својински односи феудализма) бивају свргнути од стране новонастале буржоазије.

### Капиталистичи начин производње
До краја средњег века, феудални систем је све више био поткопан растом слободних градова, заменом за новац сељачког рада, заменом феудалне војске плаћеним војницима, као и раздвајањем поседничког статуса од земљишних тенура - иако су феудалне привилегије, етика и енклаве у резидуалним облицима опстале у Европи до краја миленијума. Феудализам је наследио, како је Смит назвао, Доба трговине, а Маркс капиталистички начин производње (марскистичка теорија), који обухвата период од меркантилизма до империјализма и даље, и обично се повезује са настанком модерног индустријског друштва и глобалне тржишне економије. Маркс је тврдио да је кључна промена у новом капиталистичком систему замена система у коме новац служи као средство размене роба (роба-новац-роба, трговина) са системом у коме новац води (преко робе) ка реинвестирању у даљу производњу (новац-роба-новац, капитализам) - што постаје нови и доминантни друштвени императив.
Примарни облик својине је приватна својина у облику робе – земљиште, материјали, алати за производњу и људски рад, све то је потенцијално комодификовано и отворено за размену путем новчане везе, кроз (државом загарантован) уговор: како је Маркс рекао, „сâм човек је доведен у сферу приватне својине“. Примарни облик експлоатације је путем (формално слободног) надничарског рада (види „Капитал“), дуговно ропство, надничарско ропство, а могући су и други облици експлоатације. Владајућа класа је, по Марксу, буржоазија, односно власници капитала који поседују средства за производњу и експлоатишу пролетаријат ради вишка вредности, јер пролетери поседују само своју радну снагу коју морају продати да би преживели. Јувал Харари је реинтерпретирао ову дихотомију за 21. век у смислу богатих који улажу да би поново уложили, и остатка који се задужује како би конзумирао за добробит власника средстава за производњу.
У капитализму, кључне производне снаге укључују укупни систем модерне производње са његовим подупирућим структурама бирократије, буржоаске демократије, и изнад свега, финансијског капитала. Идеолошке основе овог система развијале су се кроз време, при чему је, на пример, Фредерик Џејмсон сматрао да се „Западно просветитељство може схватити као део аутентичне буржоаске културне револуције, у којој су вредности и дискурс, навике и свакодневни простор старог режима систематски демонтирани како би се на њиховом месту изградиле нове концепције, навике и облици живота, и вредносни системи капиталистичког тржишног друштва“ - утилитаризам, рационализована производња (Вебер), обука и дисциплина (Фуко) и нова капиталистичка временска структура.

### Комунистички начин производње

#### Нижи степен комунизма
Буржоазија је, како је Маркс навео у Комунистичком манифесту, „исковала оружје које доноси њену пропаст; такође је позвала у постојање људе који ће се тим оружјем служити — савремену радничку класу — пролетеријат.“ Историјски материјалисти сматрају да је савремени пролетеријат нова револуционарна класа у односу на буржоазију, на исти начин као што је буржоазија била револуционарна класа у односу на племство у феудализму. Пролетеријат, дакле, мора преузети власт као нова револуционарна класа у диктатури пролетеријата.

Између капиталистичког и комунистичког друштва лежи период револуционарне трансформације једног у друго. Овоме одговара и политички прелазни период у којем држава не може бити ништа друго до револуционарна диктатура пролетеријата.
Маркс такође описује комунистичко друштво које се развија упоредо са диктатуром пролетеријата:

Унутар кооперативног друштва заснованог на заједничком власништву над средствима производње, произвођачи не размењују своје производе; рад утрошен на производе се не појављује као вредност тих производа, као њихов материјални квалитет, јер сада, за разлику од капиталистичког друштва, индивидуални рад више не постоји у индиректном облику, већ директно као саставни део укупног рада. Фраза „приход од рада“, која је и данас нејасна због своје двосмислености, тако губи сваки смисао. Овде се ради о комунистичком друштву, не као развијеном на сопственим основама, већ, напротив, оном које настаје из капиталистичког друштва; које је, сходно томе, у сваком погледу — економски, морално и интелектуално — још увек обележено траговима рођења старог друштва из чије утробе настаје. У складу с тим, појединачни произвођач добија назад од друштва — након што су одбици извршени — тачно оно што му је и дао. Оно што је дао је његов индивидуални квантум рада. На пример, друштвени радни дан састоји се од збира појединачних радних сати; индивидуално радно време сваког појединца представља део друштвеног радног дана који је он допринео, његов удео у њему. Добија потврду од друштва да је обезбедио одређену количину рада (после одбијања дела за заједничке фондове); и са том потврдом, узима из друштвених залиха средстава за потрошњу онолико колико је коштала иста количина рада. Исти износ рада који је дао друштву у једном облику, добија назад у другом.

Према Марксу, овај нижестепени стадијум комунистичког друштва је аналоган нижем стадијуму капиталистичког друштва, тј. прелазу из феудализма у капитализам, јер су оба друштва „обележена траговима рођења старог друштва из чије утробе настају.“ Нагласак на идеји да начини производње не постоје изоловано већ настају из претходног постојања јесте основна идеја у историјском материјализму.
Међу комунистима постоји значајна расправа о природи овог друштва. Неки, попут Јосифа Стаљина, Фидела Кастра и других марксиста-лењиниста, верују да нижестепени стадијум комунизма представља свој властити начин производње, који они називају социјалистичким, а не комунистичким. Марксисти-лењинисти сматрају да ово друштво може и даље задржати концепте својине, новца и производње робе. Други комунисти тврде да је нижестепени стадијум комунизма управо то; комунистички начин производње, без робе и новца, али обележен родним траговима капитализма.

#### Виши степен комунизма
За Маркса, виша фаза комунистичког друштва је слободно удружење произвођача које је успешно негирало све остатке капитализма, посебно концепте државе, националности, сексизма, породице, отуђења, друштвених класа, новца, својине, роба, буржоазије, пролетеријата, поделе рада, градова и села, класне борбе, религије, идеологије и тржишта. То је негација капитализма.
Маркс је дао следеће коментаре о вишој фази комунистичког друштва:
У вишој фази комунистичког друштва, након што нестане поробљавајућа потчињеност појединца подели рада, а тиме и супротност између менталног и физичког рада; након што рад постане не само начин живота већ и основна животна жеља; након што се производне снаге повећају са свестраним развојем појединца, и сви извори заједничког богатства потеку у изобиљу — тек тада ће узак хоризонт буржоаског права бити у потпуности превазиђен и друштво ће на своје заставе исписати: Од сваког према способностима, свакоме према потребама!

## База и надградња
Марксисти као што су Крис Харман, Тери Иглтон и Р.Џ. Робинсон су тврдили да историјски модели производње обично зависе од сила и односа производње који не могу да створе самостално, кроз своје уобичајене механизме. На пример, предмодерна сложена друштва попут древног Рима или Астека нису била у могућности да контролишу широк спектар природних феномена, као што су време, жетве, порођаји и тако даље. Где су такви ограничени начини производње превладавали, развијали су се системи пракси и веровања за убеђивање или подмићивање натприродних сила да интервенишу у корист човечанства – тј. религије. Слично томе, индустријска друштва захтевају велику количину обучених и дисциплинованих радника, али се ти радници не могу створити кроз обичне механизме капитализма (тј. производњом и продајом роба).
Ово доводи до марксистичке парадигме „базе и надградње“, у којој се такви недостаци у основном начину производње (’бази’) управљају кроз ’релативно аутономне’ системе (’надградње’).

## Виде још
- База и надградња
- Кпиталистички начин производње
- Подела рада
- Критика политичке економије
- Средства за производњу
- Социјалистички начин производње
- Друштвени систем